# Герасим (Добросєрдов)
Єпископ Герасим (в світі Георгій Іванович Добросєрдов, при народженні Попов; 7 листопада 1809 (26 жовтня), село Бєльськ, Іркутська губернія — †6 липня 1880 (24 червня, Астрахань) — ректор Харківської духовної семінарії. Єпископ Російської православної церкви (безпатріаршої), єпископ Астраханський та Єнотаєвський.
Канонізований Російською православною церквою як святитель, пам'ять 10 червня у день Собору Сибірських святих.

## Життєпис
Народився в сім'ї причетника Івана Прокоповича Попова.
Закінічив Іркутське духовне училище, там отримав прізвище Добросєрдов, за те, що не виказав начальству, архімандриту Миколаю, своїх сокурсників, які знущалися над ним. Одним із його наставників в училищі був семінарист Іоанн Попов, майбутній святитель Інокентій Веніамінов.
Після закінчення духовного училища, поступив до Іркутської духовної семінарії. Під час навчання мріяв про життя в пустині, почав юродствувати і був на деякий час поміщений в будинок нагляду за убогими.
1831 — під час навчання був призначений місіонером, направлений для проповіді християнства серед бурятів.
25 липня 1832 — закінчив семінарію, був призначений вчителем Іркутського духовного училища.
29 січня 1836 — одружився, 12 квітня того ж року була хіротонія в ієрея і призначений в іркутський приход.
1841 — став вдівцем. Поступає до Санкт-Петербурзька духовна академія.
1 березня 1845 — зачислений до академії, на останньому курсі прийняв чернечий постриг з іменем Герасим, на честь преподобного Герасима Йорданського).
23 вересня 1845 — закінчив академію, був призначений вчителем Тверської семінарії.
1846 — переведений до Казанської духовної семінарії на посаду інспектора.
1 жовтня 1846 — зведений в сан ігумена.
16 квітня 1849 — ректор Казанської духовної семінарії у Ставрополі, 12 травня того ж року зведений в сан архімандрита.
25 жовтня 1850 — ректор Симбірської духовної семінарії.
8 вересня 1855 — ректор Харківської духовної семінарії, водночас настоятель Курязького преображенського монастиря.
12 березня 1860 — ректор Калузької духовної семінарії, настоятель Лихвинського Покровського монастиря.
10 березня 1863- хіротонія в єпископа Староруського, вікарія Новгородської єпархії.
1864- переведений у вікарії Санкт-Петербурзької єпархії з титулом єпископ Ревельський.
24 червня 1865 — єпископ Ладозький, вікарій тієї ж єпархії.
26 січня 1866 — призначений єпископом Самарським та Ставропольським.
8 грудня 1877 — переведений до астраханської катедри.
В Астрахані заснував єпархіальний будинок для бідних із духовного звання, пізніше там був заснований дитячий притулок.
Помер 24 червня 1880, похований в крипті Астраханського Успенського собору.

## Канонізація
У 1984 святитель Герасим був прославлений для загально церковного почитання у складі Собору Сибірських святих. 17 квітня 2005 мощі святителя Герасима були відкриті, підняті із крипти і поставлені в Успенському соборі для поклоніння.

## Нагороди
- Орден Святої Анни 1-й и 2-й ступені;
- Орден св.. Володимира 2-й та 3-й степені;
- Орден князя Данила I 1-го ступеню (Чорногорія) — за матеріальну допомогу чорногорцям під час війни з Туреччиною.